# 大西蘭
大西 蘭（おおにし らん、1984年9月24日 - ）は、カロスエンターテイメント所属のフリーアナウンサー、元グラビアアイドル。富山県富山市出身。

## 来歴・人物
- 父は富山短期大学経営情報学科教授。3姉妹の次女。
- 新潟大学教育人間科学部学校教育学科教科教育課程英語専修コース卒業。
- テレビ朝日アスク出身[1]。
- 大学卒業後、新潟テレビ21でお天気キャスターを担当していた。その後NHK新潟放送局に契約キャスターとして2008年4月から2011年3月まで在籍。
- 2011年に契約満了でNHK新潟を退職後に上京、カロスエンターテインメント所属のフリーアナウンサーとして活動。バスト88の巨乳が注目を集め、2012年、雑誌「フライデー」でグラビアタレントとしても活動を開始。
- NHK時代は不謹慎と思われないようスーツで胸を隠していたが、フリー活動を開始するに当たってそれを解禁した[2]。
- 日刊スポーツは、それまで活動の拠点としていた新潟が米の盛んなところであることから「もち米」にちなみ「モチカップ」と命名した[3]。
- Google急上昇ワードランキングでは、「フライデー」グラビア4ページ撮り下ろし発売時（2位）、1stDVD発売時（3位）、2ndDVD発売時（5位）、歩りえこ合同DVD発売イベント会見（3位）と、実に4度のトップ5入りを果たしている。
- 2013年7月には、富士山の本八合目山小屋「江戸屋」に約2ヶ月滞在。同所にNACK5とニコニコ動画が共同で開設したサテライトスタジオから、富士山の情報などのリポートを担当するため。別の仕事のために下山・再登山もこなす[4]。
- 2015年5月1日のブログで、一般男性と9月に結婚することを発表[5]。これに伴い、タレント活動は継続しているものの、グラビアアイドルからは引退している。
- 2018年に第1児を出産[6]。
- 2021年12月現在、シンガポールより帰国し富山県に在住[7]
- 2021年12月現在、2人目を妊娠中[8]

## 出演
- ミセスマートTV NEO（テレビ埼玉ほか）
- 大西蘭の女子カフェ!
  - IFC世界わくわく一周紀行（レインボータウンFM）
- 「富士山世界遺産登録」記念特設スタジオ（FM NACK5およびニコニコ動画）[9]
  - モーニング富士山（月 - 木）
  - イブニング富士山（月 - 木）
  - サタデー富士山（土）
  - サンデー富士山（日）

- FM NACK5『キラメキ ミュージック スター「キラスタ」』（2014年4月1日 - 2016年9月29日、パーソナリティ）

新潟テレビ21時代
- スーパーJチャンネルにいがた（お天気キャスター、レポーター）

NHK新潟時代
- 新潟ニュース610
- くらしのガイド新潟
- 新潟ラジオセンター
- お昼はじょんのびくらし情報便
- ゆうどきネットワーク（リポーターとして）

## 作品

### DVD
- キャスター大西蘭の「TOP にゅうす!です。」（2012年6月29日、エスデジタル）
- ニュースキャスター　（2012年9月28日、エスデジタル・アイスター）
- 蘭お姉ちゃん（2014年5月22日、イーネットフロンティア）